# 訓讀
訓讀（日语：訓読み），是日文所用漢字在日語中的一種發音方式，是使用日本固有同義語彙的讀音，讀出該等漢字在日語中的發音。所以訓讀只借用漢字的形和義，不採用該漢字的漢語發音。相對的，若使用當初傳入日本時的汉語發音讀出該等漢字，則稱為音讀。
同樣曾使用漢字的、越南，壮、瑶語言也有類似訓讀的漢字發音方式。閩、吳、湘等漢語方言亦有文白異讀以及部分訓讀的現象。在，將這種漢字發音方式稱為「釋讀」，但已經不再使用。

## 日语中的訓讀
在日語裡，訓讀（訓読み）是以日語固有的同義詞發音來讀出漢字，與該漢字本身的字音（吳音、漢音、唐音等）有很大的不同。
例：訓讀為「 kane」，是和語固有之說法，與字音「 kin」並無關聯。
同一詞中音讀與訓讀同時出現的，前訓讀後音讀者稱為湯桶讀法，反之稱為重箱讀法。

### 古代
日語本無文字，約莫西元5世紀前漢字傳入，乃於初期借用漢字記音。例如的日本固有詞稱為，即以二字表音。但此法有失效率，且喪失漢字之辨義功能，後來乾脆使用漢字的表義，直接寫作，但發音仍沿用日語固有讀法。此種方式即為訓讀。
訓讀的「訓」有「學習」之意，即以日語固有的發音套用在漢字上作為解釋。

### 其他作用
訓讀的日语同音词在使用漢字書寫時，有時可用漢字區分歧義。例如「 kami」的意思有“紙張”、“神明”、“頭髮”、“上面”等義，可分別寫作。的意思有“不要”、“離職”，可分別寫作（又，另有「 tomeru」的讀法，意義不同）。但是也有人反對把這樣的訓讀詞用漢字分開寫，認為有些同音近義詞本來就是同一個詞，沒必要分成不同漢字書寫。
另有些涵義在漢字是為同一個詞，所以在日語中必須有不同的訓讀幫助消除歧義。例如有「未煮熟」及「生存」等之意。在日語中前者讀作「 nama」，後者為「 i-kiru」。

## 韓語中的訓（釋）讀
一般認為現代「韓語不存在訓讀」。但近代以前曾有鄉札、吏讀、口訣等類似日本萬葉假名的標記法存在，充分利用這些漢字的訓讀。使用類似於和訓（日本的訓讀）的韓訓。對某些漢字，這意味着相關「漢語傳入以前的朝鮮的固有語」的韓訓。現在除了在語言學與語源論等進行討論以外，日常言語已經不再使用漢字。
但是等為例外存在的訓讀。讀作的情況下意思為「海角」，讀作的情況下意思為「生鐵」，、並不使用本來的意思，這類韓語類似於日文的。另有類似於日文和製漢字的，如。
- - 訓  [kot̚]，音  [kwan]， [tʃʰɔn]， [tʃʰan]
- - 訓  [sø]，音  [so],  [kjo]

從中國輸入的漢字以韓語標記包括吏讀、鄉札、口訣等各種標記方式。
韓文固有詞借漢字標記分為音借、訓借、訓音借三個種類。音借為與漢字的意思無關係的漢字，純粹將韓語發音以漢字標記。訓借借用漢字對應於韓語的意字進行訓音閱讀。最後是訓音借，利用漢字的訓音，借用無關係的意義並利用音借來訓音。但由於借用音節結構複雜的漢字標記，和諺文競爭而被迫停止。只有地方管理的公文書等最後生存下來。
- 訓借的例字：
- 訓音借的例子：//；
- 音借的例字：（音借方面類似日文）

## 越南语中的训读
越南汉字（借用为喃字的汉字）的純喃音通常为来自该汉字意义相同的固有语言的训读音。一个汉字或喃字的純喃音往往与该字的古汉语读音无关。如：字被借义不借音地视为喃字後，其读音则成为，而是与意义相同的越南语固有词的读音，此用法与日本语、朝鲜语汉字的训读类似。类似的例子还包括的純喃音等。不過這些訓讀並不流行，一般寫成（正字其實是），而一般都寫成（本字為）。
總之來説訓讀在越南漢喃文中是極少的，可以說是邊緣現象。

## 漢語中的訓讀
漢語裏也有訓讀現象，不過相對於非漢語語言較少見。

### 官話
官話包括普通話都有些訓讀的現象。
訓讀字的本字，有些存在，有些待考。
- 打 - 訓dǎ/ㄉㄚˇ，本音dǐng/ㄉㄧㄥˇ，《說文解字》“打，擊也。從手丁聲。”也就是說“打”是擊打的意思，讀音應該如“丁”字。可是北方方言，擊打的動作都說成dǎ/ㄉㄚˇ，於是就採用“打”字，取該字擊打之意。不過不取該字的古字典記錄的發音，而是訓讀為dǎ/ㄉㄚˇ。dǎ/ㄉㄚˇ的本字可能是入聲字“搨”。《玉篇》有“搨：都盍切，手打。”按《玉篇》的都盍切，“搨”和“耷”是同音字。普通話都讀作dǎ。
- - 訓yān/ㄧㄢ，本音yù/ㄩˋ，《玉篇》“菸，於去切，臭草謂之菸。”也就是說“菸”意思是氣味濃的草，普通話讀音應該如“譽”字。由於煙草是一種氣味濃的草，是一種菸，於是“吸煙”也就會寫成“吸菸”，“菸”此時讀成了yān/ㄧㄢ。其實本字是“煙”。
- 僮 - 訓zhuàng/ㄓㄨㄤˋ，音tòng/ㄊㄨㄥˋ。該字訓讀時，指中國少數民族之一「壯族」。
- 呆 - 訓 dāi，本音 ái，dāi的本字是“懛”。

### 閩語

#### 閩東片

##### 侯官小片
閩語閩東片由于製作了很多方言字，訓讀相對較少。
- 人 - 訓neoyng53，音ing53（本字為「儂」）
- 一 - 訓suoh5、soh5，音eik24（本字為「蜀」）
- 多 - 訓sa242，音do55
- 田 - 訓ceing53，音dieng53（本字為「塍」）
- 攝 - 訓kiak24，音niek24、siek24（戚林八音校注為「𢩅」）

#### 閩南片

##### 泉漳小片
閩語閩南片為漢語方言中訓讀使用率最高的語言。閩南語歌謠的歌詞中，因不知訓讀而無法閱讀的情況較多。因為閩語較早與主流漢語分離，本字難考正。再加上百越底層詞彙殘留
- 可能不存在對應的漢字
  - 欲 - 訓 beh4，音 iok8
  - 此 - 訓 chit4，音 chhu2
  - 飮 - 訓 lim1，音 im2（教育部推薦用字作「啉」）
  - 勿 - 訓 mai3，音 but8　（教育部推薦用字作「莫」，為「m7」（無本字）與「愛(ai3)」的合音）
  - 肉 - 訓 bah1，音 hik8
- 有別的本字
  - 的 - 訓 e5，音 tek4、tek8（本字為「其」）
  - 到 - 訓 kau3，音 tau3，to3 （本字為「遘」，本意為遇見、相遇）
  - 香 - 訓 phang1，音 hiang1，hiong1，hiuN1 （本字為「芳」）

##### 潮汕小片
- 乾 - 訓 ta1，音 kan1（本字為「焦」，一说「灱」）
- 人 - 訓nang5，音ring5（本字為「儂」 ）
- 個 - 訓gai7，音gai5（本字 「其」，意「的」 ）
- 黑 - 訓hêg4，音ou1（本字 「烏」  ）

### 粵語
粵語由于製作了很多方言字，訓讀相對較少。也有個別訓讀字常被唸錯的現象。
- 凹 - 訓nap1，音aau3、wa1
- 孖 - 訓maa1，音zi1
- 熨 - 訓tong3，音wan6、wat1（本字為「燙」）
- 骰 - 訓sik1，音tau4（「骰子」又稱「色子」）
- 囡 - 訓neoi4*1，文nam4，白doi1
- 歪 - 訓me2，音waai1[6][7]

### 吳語
吳語有很多對應的方言字。而「二」字常讀作「兩」則是訓讀現象的一種。
以下當代上海市區讀音：
- 二 - 訓讀音 liahn（本字為「兩」），文讀音 ehl，白讀音 gnih
- 眨 - 訓讀音 saq，本“𥈊”【廣韻】色洽切，咸開二入洽生。“眨”本讀：tzaq，【廣韻】側洽切，咸開二入洽莊。
- 瘢 - 訓讀音 pe，本“癍 ”。“瘢”：本讀 beu，【廣韻】薄官切，山合一平桓並。
- 抓 - 訓讀音1 tza。本“揸（摣）”字。【集韻】莊加切，假開二平麻莊。訓讀音2 “捉tzoq”，～贼。本音：tzo，【廣韻】側交切，效開二平肴莊。本音又作“搔”之訓讀音。～挠。～痒。
- 搔 - 訓讀音 tzo，本“抓”字，【廣韻】側交切，效開二平肴莊。本音：so，【廣韻】蘇遭切，效開一平豪心。
- 閘 - 訓讀音 zaq，本“牐”字，【廣韻】士洽切，咸開二入洽崇。“閘”本音：【唐韻】烏甲切【集韻】乙甲切，音押。又【廣韻】古盍切【集韻】谷盍切，音䫦。[8]

## 欧美語言的訓讀
「取自文明语的书面语（或文字），用相同意義的母语的固定讀法來讀」這一点是训读的一個重要特征。一般認為不使用漢字的語言通常不存在訓讀，但類似訓讀的現象卻在歐美語言中也有存在。例如，英文中借自拉丁语的「etc. (et cetera)」常讀作「and so on」或「and so forth」、「i.e. (id est)」读作「that is」、「lb. (libra)」读作「pound」。然而，這種現象在英語中往往局限為有限的幾個詞語。